# Handle System
El Handle System es la colección identificadores del registro propiedad de la Corporación para Iniciativas Nacionales de Investigación asignados a los recursos de información. El objetivo es convertir dichos identificadores en la información necesaria para localizar, acceder y hacer uso de los recursos de la inicitaiva.
Al igual que con los identificadores que se utilizan en otras partes en informática, los identificadores del Handle System son opacos y no codifican información sobre el recurso subyacente, ya que solo están vinculados a los metadatos relacionados con el susodicho recurso. En consecuencia, los identificadores no se vuelven inválidos por cambios ocurridos en los metadatos.
El sistema fue desarrollado por Bob Kahn en la Corporación para Iniciativas Nacionales de Investigación (CNRI). El trabajo original fue financiado por la Agencia de Proyectos de Investigación Avanzada de Defensa (DARPA) entre 1992 y 1996, como parte de un marco más amplio para la distribución de servicios de objetos digitales, y, por lo tanto, fue contemporáneo con el despliegue de la World Wide Web, que conllevaba objetivos similares.
El sistema Handle se implementó por primera vez en otoño de 1994 y fue administrado y operado por CNRI hasta diciembre de 2015. Ese año se introdujo un nuevo modo de operación de "administrador primario múltiple" (MPA). La Fundación DONA ahora administra el Registro Global de Manejo del sistema y acredita las AMP, incluidas CNRI y la Fundación Internacional DOI. Actualmente, el sistema proporciona la infraestructura subyacente para sistemas basados en identificadores como Digital Object Identifiers y DSpace, que se utilizan principalmente para brindar acceso a documentos académicos, profesionales y gubernamentales y otros recursos de información digital.
CNRI proporciona especificaciones y el código fuente para implementaciones de referencia destinados a servidores y protocolos que son usados en el sistema bajo una "licencia pública" libre de regalías oclusivas, similar a una licencia de código abierto.
Actualmente se están ejecutando miles de servicios de identificadores. Más de 1000 de este tipo de servicios se ubican en universidades y bibliotecas. Están igualmente en funcionamiento en laboratorios nacionales, grupos de investigación, agencias gubernamentales y empresas comerciales. Estos servicios reciben más de 200 millones de solicitudes de resolución por mes.

## Especificaciones
El sistema Handle se define en los RFC informativos 3650, 3651 y 3652 del Grupo de trabajo de ingeniería de Internet (IETF). Estas definiciones incluyen a un conjunto abierto de protocolos, así como un espacio de nombres y una implementación de referencia de dichos protocolos. La CNRI proporciona documentación, software e información relacionada en un sitio web dedicado
Los identificadores constan de un prefijo y un sufijo. El prefijo es usado para identificar a una "autoridad de denominación" y el sufijo proporciona el "nombre local" de un recurso calificativo. De manera similar a como ocurre con los nombres de dominio, los prefijos son emitidos a las autoridades de nombres por uno de los "administradores primarios múltiples" del sistema mediante el pago de una tarifa, la cual debe renovarse anualmente. Una autoridad de nombres es capaz de crear cualquier número de identificadores, incluyendo "nombres locales" únicos, dentro de sus prefijos asignados. Un ejemplo de un "handle" es:
- 20.1000/100
- 2381/12345

En este ejemplo, que es el Handle para MANGO. NET, consta de dos números separados por un símbolo. El número 20.1000 es el prefijo asignado a la autoridad de nombres (en este caso, Handle.net propiamente dicho) y 100 es el nombre local dentro de ese espacio de nombres. El nombre local puede constar de cualquier carácter del group de caracteres Unicode UCS-2. El prefijo también consta de cualquier carácter UCS-2, excepto el símbolo "/". Los prefijos constan de uno o más segmentos de autoridad de denominación, separados por puntos, que representan la respectiva jerarquía. Así, en el ejemplo anterior, 20 es el prefijo de autoridad de nombres para CNRI, mientras que 1000 designa una autoridad de nombres subordinada y específica dentro del prefijo 20. Otros ejemplos de prefijos de nivel superior para las autoridades de nombres federadas de la Fundación DONA son 10 para identificadores DOI; 11 para identificadores asignados por la UIT ; 21 para identificadores emitidos por la German Gesellschaft für wissenschaftliche Datenverarbeitung mbH Göttingen (GWDG), que es el centro de computación científica de la Universidad de Göttingen. Los prefijos "heredados" más antiguos emitidos por CNRI antes de que se instituyera la estructura de "administrador primario múltiple" (MPA) suelen tener cuatro de cinco dígitos, como en el segundo ejemplo anterior, que son un tipo de identificador administrado por la Universidad de Leicester. A modo de catalogación, todos los prefijos deben estar registrados en el Registro Global Handle a través de un registrador aprobado por la Fundación DONA. Normalmente se registran los prefijos con una tarifa respectiva.

## Aplicaciones
Entre los objetos digitales identificados por medio de identificadores se encuentran artículos de revistas, informes técnicos, libros, tesis y disertaciones, documentos gubernamentales, metadatos, contenido de aprendizaje distribuido y otras clases de conjuntos de datos. Estos identificadores se utilizan en aplicaciones de marca de agua digital, aplicaciones GRID, repositorios, entre otros. Aunque los usuarios individuales pueden descargar y utilizar el software HANDLE.NET de forma independiente, a muchos usuarios les ha resultado beneficioso colaborar en el desarrollo de aplicaciones en una federación, utilizando una política común o tecnología adicional para proporcionar servicios compartidos. Como uno de los primeros esquemas de identificadores persistentes, el sistema Handle ha sido ampliamente adoptado por instituciones públicas y privadas.